# بطولة آسيا للرماية بالبندقية 2018
أُقيمت بطولة آسيا للرماية بالبندقية 2018 في مجمع الشيخ صباح الأحمد الأولمبي للرماية بمدينة الكويت، الكويت في الفترة من 2 إلى 12 نوفمبر 2018.

## ملخص الميداليات

### الرجال
| الحدث                 | الذهبية                                                 | الفضية                                                                                   | البرونزية                                                          |
| --------------------- | ------------------------------------------------------- | ---------------------------------------------------------------------------------------- | ------------------------------------------------------------------ |
| المصيدة               | دو يو · الصين                                           | هي ويدونغ · الصين                                                                        | فيكتور خاسيانوف · كازاخستان                                        |
| فريق المصيدة          | الكويت · عبد الرحمن الفيحان · خالد المضف · طلال الرشيدي | الصين · هي ويدونغ · دو يو · تشو فيشيانغ                                                  | لبنان · إيلي بيجاني · وليد النجار · ألين موسى                      |
| المصيدة المزدوجة      | سعد المطيري · الكويت                                    | أحمد العفاسي · الكويت                                                                    | أحمد الحطمي · عمان                                                 |
| فريق المصيدة المزدوجة | عُمان · عمار الحنائي · أحمد الحطمي · حسين الشحومي        | الكويت · أحمد العفاسي · سعد المطيري · جراح الشويعر                                       | كازاخستان · ألكساندر فيدوروف · ماكسيم كولومويتس · أندريه موجيلفسكي |
| سكيت                  | أنغاد فير سينغ باجوا · الهند                            | جين دي · الصين                                                                           | سعيد بن مكتوم بن راشد آل مكتوم · الإمارات العربية المتحدة          |
| فريق السكيت           | الكويت · عبد الله الرشيدي · منصور الرشيدي · سعود حبيب   | الإمارات العربية المتحدة · محمد حسين أحمد · سعيد بن مكتوم بن راشد آل مكتوم · سيف بن فطيس | الصين · جين دي · يانغ جيانغ · تشانغ فان                            |

### السيدات
| الحدث        | الذهبية                                                                   | الفضية                                                                    | البرونزية                                                                   |
| ------------ | ------------------------------------------------------------------------- | ------------------------------------------------------------------------- | --------------------------------------------------------------------------- |
| المصيدة      | وانغ شياوجينغ · الصين                                                     | سارة الحوال · الكويت                                                      | تشانغ شينكيو · الصين                                                        |
| فريق المصيدة | الصين · دينغ وييون · وانغ شياوجينغ · تشانغ شينكيو                         | كازاخستان · أناستاسيا دافيدوفا · ماريا ديميتريينكو · أيزان دوسماقامبيتوفا | الكويت · سارة الحوال · شهد الحوال · سمية الجهيل                             |
| سكيت         | سوتيا جيواشالويمايت · تايلاند                                             | عاصم أورينباي · كازاخستان                                                 | سارة غلام محمد · قطر                                                        |
| فريق السكيت  | تايلاند · إيسارابا إمبراسيرتسوك · سوتيا جيواشالويمايت · نوتشايا سوتاربورن | الصين · تشي يوفاي · وي مينغ · تشانغ دونغليان                              | كازاخستان · أنجلينا ميششوك · عاصم أورينباي · أولغا بانارينا\|أولغا بانارينا |

### مختلط
| الحدث        | الذهبية                                     | الفضية                                    | البرونزية                     |
| ------------ | ------------------------------------------- | ----------------------------------------- | ----------------------------- |
| فريق المصيدة | تايبيه الصينية · شيه جونغ-هونغ · ليو وان-يو | الكويت · عبد الرحمن الفيحان · سارة الحوال | الصين · دو يو · وانغ شياوجينغ |

## جدول الميداليات
*   البلد المضيف (مضيف)
| المرتبة | فريق                     | ذهبية | فضية | برونزية | المجموع |
| ------- | ------------------------ | ----- | ---- | ------- | ------- |
| 1       | الصين                    | 3     | 4    | 3       | 10      |
| 2       | الكويت                   | 3     | 4    | 1       | 8       |
| 3       | تايلاند                  | 2     | 0    | 0       | 2       |
| 4       | عمان                     | 1     | 0    | 1       | 2       |
| 5       | الهند                    | 1     | 0    | 0       | 1       |
| 5       | تايبيه الصينية           | 1     | 0    | 0       | 1       |
| 7       | كازاخستان                | 0     | 2    | 3       | 5       |
| 8       | الإمارات العربية المتحدة | 0     | 1    | 1       | 2       |
| 9       | قطر                      | 0     | 0    | 1       | 1       |
| 9       | لبنان                    | 0     | 0    | 1       | 1       |
| المجموع | المجموع                  | 11    | 11   | 11      | 33      |

## وصلات خارجية
- الاتحاد الآسيوي للرماية (بالإنجليزية)